# جارود اوتوف
جارود اوتوف (انگلیسی: Jarrod Uthoff؛ زادهٔ ۱۹ مهٔ ۱۹۹۳) بازیکن بسکتبال اهل ایالات متحده آمریکا است.
از باشگاه‌هایی که در آن بازی کرده‌است می‌توان به دالاس ماوریکس اشاره کرد.